# هيدلي فيريتي
هيدلي فيريتي (بالإنجليزية: Hedley Verity)‏ (و. 1905 – 1943 م) هو لاعب كريكت من المملكة المتحدة، والمملكة المتحدة لبريطانيا العظمى وأيرلندا، ولد في Headingley ‏، توفي في كَزِرتة، عن عمر يناهز 38 عاماً.

## التعليم
تعلم في Aireborough Grammar School ‏
.

## الخدمة العسكرية
خدم في الجيش البريطاني.

## جوائز
حصل على جوائز منها:
لاعب كريكت ويسدن للسنة ‏